# Тучков, Алексей Алексеевич (декабрист)
Алексе́й Алексе́евич Тучко́в (1800/1801—1878) — декабрист, член Союза благоденствия (1818), московской управы Северного общества и тайной декабристской организации «Практический союз», отставной поручик.

## Биография
Я знаю, друг, что значит слово мать,

Я знаю — в нём есть мир любви чудесный,

Я знаю — мать прискорбно потерять

И сиротой докончить путь безвестный…
Происходил из дворян Московской губернии. Родился 26 декабря 1800 (7 января 1801) года в семье генерал-майора Алексея Алексеевича Тучкова (1766—1853) и Каролины Ивановны Ивановской (в 1839 году друг и ближайший сосед по имению Н. П. Огарёв посвятил Тучкову стихотворение, написанное в связи со смертью его матери). Имел брата Павла, впоследствии московского градоначальника. По линии отца — племянник знаменитых братьев-генералов Тучковых.
Детские годы Алексея Алексеевича проходили в подмосковном имении Тучковых в Ляхове. Получил образование в Училище колонновожатых, слушал лекции в Московском университете. Н. В. Чичерин, отец Б. Н. Чичерина, писал о нём: «…в каждой фразе его виден умный человек. Правда, что по живости своей и говорливости он иногда нападает на ложные мысли, но всегда умно и прилично их поддерживает. Особенно замечателен он тем, что говорит о математике с какой-то увлекательной прелестью». 
В службу вступил 1 июля 1817 года из пажей в Свиту Его императорского величества по квартирмейстерской части в чине прапорщика, с 15 сентября 1819 — подпоручик, 3 октября 1820 года оставил службу «за болезнью» поручиком.
С 1818 года состоял членом Союза благоденствия, входил в состав московской управы Северного общества и тайной декабристской организации «Практический союз». После разгрома восстания арестован в Москве согласно приказу от 11 января 1826 года и 19 января препровождён в Петербург на главную гауптвахту, 25 января отправлен к дежурному генералу Главного штаба. 14 апреля 1826 года Высочайше повелено, продержав ещё месяц под арестом, освободить. В Алфавите Боровкова указано:

В 1818 году вступил в Союз благоденствия, будучи 18-ти лет от роду. Ни влияния на действия общества, ни сношений с членами оного не имел, а впоследствии слышал, что Союз разрушился. О существовании же тайного общества не знал. Вопреки сего, сначала Пущин 1-й показал, что в 1825 году несколько прежних членов, собиравшихся у Тучкова. говорили о средствах введения в России конституции, но все находили оное невозможным. Против сего Тучков и все, на кого Пущин указывал, единогласно отвечали отрицательно. Затем Пущин на очных с ними ставках признал своё показание ошибочным, происшедшим от душевных страданий. Содержался с 19-го генваря сначала на главной гауптвахте, а потом в Главном штабе. По докладу Комиссии 14-го апреля высочайше повелено, продержав месяц под арестом, выпустить.— Декабристы. Биографический справочник / Под редакцией М. В. Нечкиной. — М.: Наука, 1988. — С. 326—327. — 50 000 экз. — ISBN 5-02-009485-4.
Жил под полицейским наблюдением в своём имении в с. Яхонтово Пензенской губернии (теперь с. Долгоруково Мокшанского района), где он занимался хозяйственной деятельностью. Один из первых в России сахарозаводчиков. Начав самостоятельно управлять своим имением Яхонтовым, Тучков произвёл ряд изменений, облегчающих жизнь крепостных: отменил все поборы с крестьян, крестьяне ходили на барщину только с тягла, то есть наделенные землею; неженатые и девушки к барщине не привлекались. В имении была школа, в которой числилось до сорока учеников; которых он учил сам не только арифметике, но и алгебре, геометрии, снимать планы и т. д.
С середины 1830-х неоднократно избирался инсарским уездным предводителем дворянства Пензенской губернии. Дружил с жившим  в своём имении в 15 верстах от Яхонтова бывшим членом Союза благоденствия, полковником лейб-гвардии Г. А. Римским-Корсаковым. В 1846 году происходит сближение Тучкова с Н. П. Огарёвым, который поселился своем пензенском имении, вернувшись из-за границы. В 1847—1848 годах Тучков со своей семьёй отправился во Францию, где произошла встреча с семьёй Герцена. Нахождение Тучкова в Париже во время восстания привело к вниманию властей. Квартира, где проживали Тучковы, была обыскана, у него была изъята статья о революции 1848 года. Этим событием были недовольны и в Петербурге. Н. Тучкова вспоминала слова графа П. Д. Киселёва, сказанные её отцу: « …одним словом, от вас за версту пахнет баррикадами. Да, друг мой, не следовало оставаться в Париже во время июньских дней».
В 1849 году отношения Огарёва с младшей дочерью Алексея Алексеевича, Натальей, переходят в любовную связь. Однако жена Огарёва, Мария Львовна, племянница пензенского губернатора А. А. Панчулидзева, наотрез отказывает в разводе. Несмотря на протесты родных (говоря об отце, Наталья писала Герценым: «Он… очень расстроился невозможностью легального брака») и негодование светского общества, Наталья Алексеевна открыто живёт с Огарёвым. В 1850 году вместе с Н.П Огаревым и Н. М. Сатиным (мужем второй дочери Елены) Тучков был арестован по обвинению в принадлежности к «коммунистической секте». Дело во многом было инициировано Панчулидзевым, который, по воспоминаниям Натальи Алексеевны, «ненавидел отца за независимый характер, за свободный образ мыслей и считал его человеком „беспокойным“. Исполняя свой долг, отец невольно постоянно мешал губернатору». Арестованного Тучкова в сопровождении жандармского генерала вместе с Огаревым и Сатиным отправили в Петербург в III отделение. Вскоре они были освобождены из-под ареста, но Тучкову был запрещён въезд в Яхонтово в течение 2 лет, которые он должен жить в Москве под надзором полиции.
Скончался в 1878 году.

## Брак и дети
В 1823 году в Оренбурге Алексей Алексеевич женился на Наталии Аполлоновне (1802—1894), дочери генерал-лейтенанта Аполлона Степановича Жемчужникова и Анны Ивановны Типольд. Н. А. Тучкова-Огарёва вспоминала: «Мой отец учился у Муравьева со старшими братьями моей матери и был очень дружен с ними; навестив их однажды в Оренбурге, он увидел мою мать и просил её руки. Бабушка, Каролина Ивановна, нашла, что отец слишком молод, чтобы жениться; его послали на год за границу, но по возвращении отец не изменил своего намерения и женился на Наталье Аполлоновне Жемчужниковой». В браке родились:
- Анна Алексеевна (1825/1826—1838);
- Елена Алексеевна (1827—1871) — с 1849 года жена Николая Михайловича Сатина (1814—1873), поэта и переводчика;
- Наталья Алексеевна (1829—1913) — в 1849—1856 годах жена Николая Платоновича Огарёва, с 1857 года фактически стала женой Александра Ивановича Герцена.